# Kwarasan (Grogol)
Kwarasan is een bestuurslaag in het regentschap Sukoharjo van de provincie Midden-Java, Indonesië. Kwarasan telt 7961 inwoners (volkstelling 2010).